# Le redini bianche
Le redini bianche è un romanzo, parzialmente autobiografico, dell’autore italiano Pier Antonio Quarantotti Gambini,  pubblicato postumo nel 1967.

## Trama
Paolo, detto Polìn, è un bambino di quattro anni che vive a Semedella, presso Capodistria, con i genitori nella casa del nonno, ricco possidente. È la vigilia della Grande Guerra, e i suoi famigliari sono di sentimenti irredentisti. Il padre è spesso assente da casa poiché lavora sulle navi che percorrono l'alto Adriatico, così Paolo passa molto tempo in compagnia del numeroso parentado e della servitù del nonno, in particolare col cocchiere Toni, un friulano affetto da pellagra col quale instaura un rapporto particolare: l'uomo promette al bambino che, se sarà bravo, un giorno gli mostrerà le redini bianche del nonno.
Paolo, che attende trepidamente il fatidico momento, fa le sue esperienze di un bambino che inizia a conoscere il mondo. Alcune di queste gli suscitano un turbamento particolare, come l'incontro con una coppia di cici che ha con sé un bambino appena nato e insanguinato, durante un viaggio con Toni e il nonno a Isola d'Istria, e le minacciose canzonature del cuginetto Alvise, che gli dà dello s'ciavo, ossia slavo per la sua nascita a Pisino, e gli dice che un giorno lo butterà in una foiba.
Quando finalmente Toni mostra a Paolo le tanto agognate redini, grande è la delusione del bambino, in quanto esse col tempo sono ingiallite.

## Edizioni
- Pier Antonio Quarantotti Gambini, Le redini bianche, presentazione di Guido Davico Bonino, I coralli 240, Torino, Einaudi, 1967,  p. 207.
- Pier Antonio Quarantotti Gambini, Le redini bianche, presentazione di Guido Davico Bonino, Letture per la scuola media 10, Torino, Einaudi, 1968,  p. 181.
- Pier Antonio Quarantotti Gambini, Le redini bianche, con uno scritto di Guido Davico Bonino e una nota biografica di Daniela Picamus, Novecento italiano 13, Milano, Isbn, 2011,  p. 244, ISBN 978-88-7638-298-7.